# Retablo del Espíritu Santo
El Retablo del Espíritu Santo es una obra del pintor gótico catalán Pere Serra ubicada en la Colegiata Basílica de Santa María (Manresa) en la provincia de Barcelona y realizada hacia 1394. Se trata de un retablo de grandes dimensiones y de gran riqueza iconográfica con 22 escenas diferentes —sin contar las 36 figuras de santos pintadas en las seis entrecalles—, está considerada como la obra maestra del autor. Fue encargado por la Cofradía de los Curtidores de Manresa que tenían al Espíritu Santo como patrón. Se trata de una narración en torno a la figura del Espíritu Santo y su intercesión en los principales pasajes bíblicos. El relato comienza por la Creación del mundo, la infancia y madurez de Jesús, su Pasión hasta el Ascensión, el Pentecostés —pieza central y de tránsito entre los cuadros de la vida de Jesús— y los relativos a la creación de la Iglesia y el inicio del apostolado cristiano.
Las tablas centrales de la predela desaparecieron antes del siglo XIX y en su lugar se incorporó en la restauración de 1954, una tabla con un Lamento sobre Cristo muerto, obra de Lluís Borrassà de 1411.

## Datos de contexto

### Autor

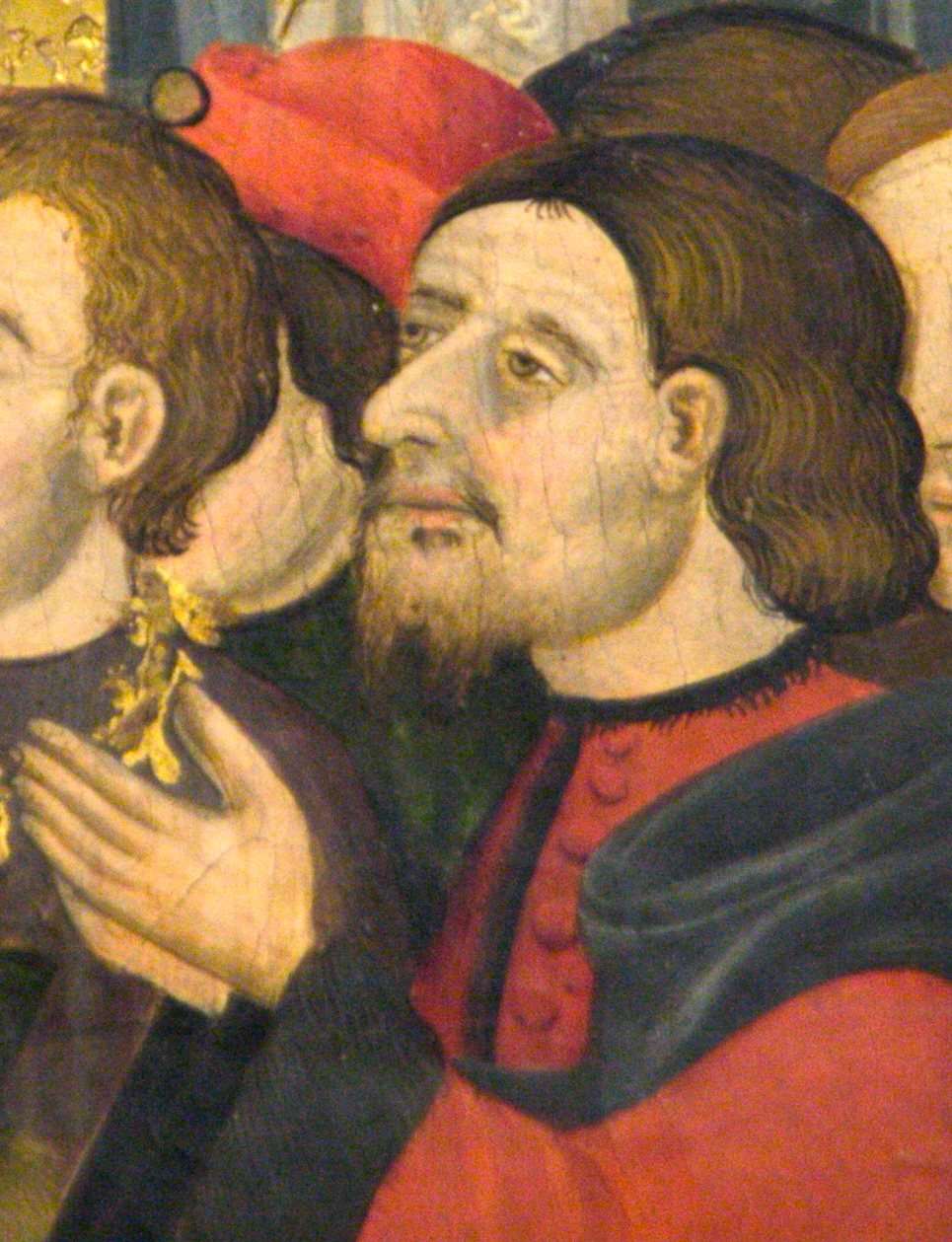
Autorretrato del autor, como parte de la tabla de la Misa de San Martín, en la predela de este retablo.

Pere Serra se formó como pintor en el taller barcelonés de Ramón Destorrents, donde trabajó por un período de cuatro años a partir del año 1375. Posteriormente, en compañía de sus hermanos, Francisco, Santiago y Juan, también pintores, formó parte del taller pictórico familiar. Se tiene constancia documental de su producción pictórica desde el año 1375 hasta el año 1405. Desde su taller dominó el panorama artístico catalán imponiendo el estilo italo-gótico a lo largo de toda la segunda mitad del siglo XIV, que se hace patente en los numerosos retablos que realizó por todo el territorio de la antigua corona de Aragón.
Aunque el estilo del obrador es italianizante, de pintura sienesa, muchos de sus discípulos se convirtieron en iniciadores del gótico internacional del principado de Cataluña. En el taller de Pere Serra se formaron Jaume Cabrera, Pere Vall, Joan Mates o Jaubert Gaucelm.

### Estilo
La obra presenta todos los rasgos propios del estilo del trecento italiano: una equilibrada mezcla de realismo y fantasía, de misterio combinado con expresiones cotidianas y asequibles, la yuxtaposición de las figuras en el paisaje, el color y el ritmo narrativo, todo ello forma una atmósfera poética. Su estilo, en la línea del Pentecostés del museo Diocesano de Barcelona, se muestra aquí mucho más personal e independiente.
Si en el arte románico las figuras eran más distantes y omnipotentes, en el arte gótico las escenas son más cercanas a los fieles. El gótico hace descender a Cristo, la Virgen y los santos justo por encima de los altares y les da una dimensión más humana. El artista hace una combinación del Antiguo y el Nuevo Testamento, centrándose en pasajes religiosos con presencia del Espíritu Santo, en su mayoría de temática mariana.

### Historia
La obra fue un encargo de la cofradía de los Curtidores del Espíritu Santo de Manresa. A pesar de no conservarse el contrato, sí existe el recibo del último pago a Pere Serra fechado en 1394. Su estabilidad estructural presentó problemas en 1412 con la aparición de unas grietas en el cuerpo central, que tuvo que ser restaurado por el manresano Francesc Feliu. Esta restauración comportó repintar el manto del Padre Eterno de la escena de la Coronación de la Virgen. La tabla del Pentecostés que presentaba una rotura de 3 cm de ancho fue rellenada con materiales elásticos.

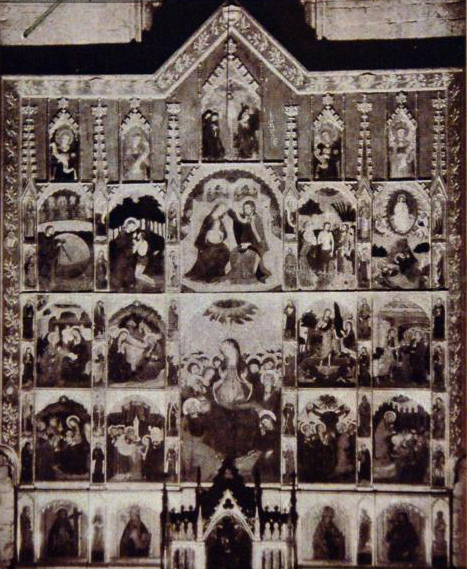
Vista del retablo con la predela de Antoni Marquès de 1506.

En 1870 se realizó una nueva restauración. En ese momento el retablo había perdido el guardapolvo, algunos montantes, parte de la crestería y la parte central de la predela, de la que sólo quedaban las dos tablas de los extremos. Se reconstruyeron los elementos complementarios y se hizo un nuevo guardapolvo decorado con escudos y formas florales. Para ocupar el espacio de la predela se decidió sustituir las dos tablas que faltaban por cuatro de las cinco tablas de la predela del Retablo de la Trinidad de Antoni Marquès de 1506, que se conservaba en la misma basílica con un sagrario en el centro. Con esta incorporación, el Retablo de la Trinidad quedó maltrecho y el resto de sus tablas permanecieron en el archivo del templo, hasta que en 1982, una vez reintegradas las cuatro tablas mencionadas, fue restaurado y vuelto a instalar en su lugar original en la Seu de Manresa.
Al comenzar la guerra civil española en 1936 fue desmontado para protegerlo, y en 1939, antes de finalizar la contienda, fue trasladado a Ginebra. Después de la guerra volvió, pero no fue hasta 1947 que, mediante las gestiones del arquitecto manresano Alexandre Soler i March, presidente de los Amigos de los Museos de Cataluña, se decidió iniciar un proceso de sensibilización y suscripción entre las entidades, para recaudar fondos, y poder hacer una restauración completa del retablo. Se pudo realizar con la financiación principal de la Caja de Ahorros de Manresa y las aportaciones de 15 000 pesetas del Ayuntamiento de Manresa y de 5 000 pesetas de los Amigos de los Museos. La restauración fue realizada por Ramon Gudiol, Andreu Asturiol, Agustí Trenado, Nicasio Arraiza y Braulio Arquero. Una vez restaurado estuvo expuesto en el Palacio de la Virreina de Barcelona, antes de su instalación definitiva en Manresa el 26 de abril de 1954.
En esta restauración se eliminaron las tablas que se habían añadido en el siglo XIX, se recuperaron las dos tablas de los extremos de la predela original y, para ocupar el espacio central vacío, se optó por una tabla alargada obra de Lluis Borrassà. Esta pieza sólo es catorce años más moderna que el retablo original y su temática encaja dentro del relato iconográfico del retablo. Representa el Lamento sobre Cristo muerto y contrasta con el resto del retablo porque muestra un gran dramatismo. La escena del entierro presenta la cara deformada por el dolor de Cristo muerto y la tristeza de quienes lo velan.

## Descripción

### Estructura del retablo

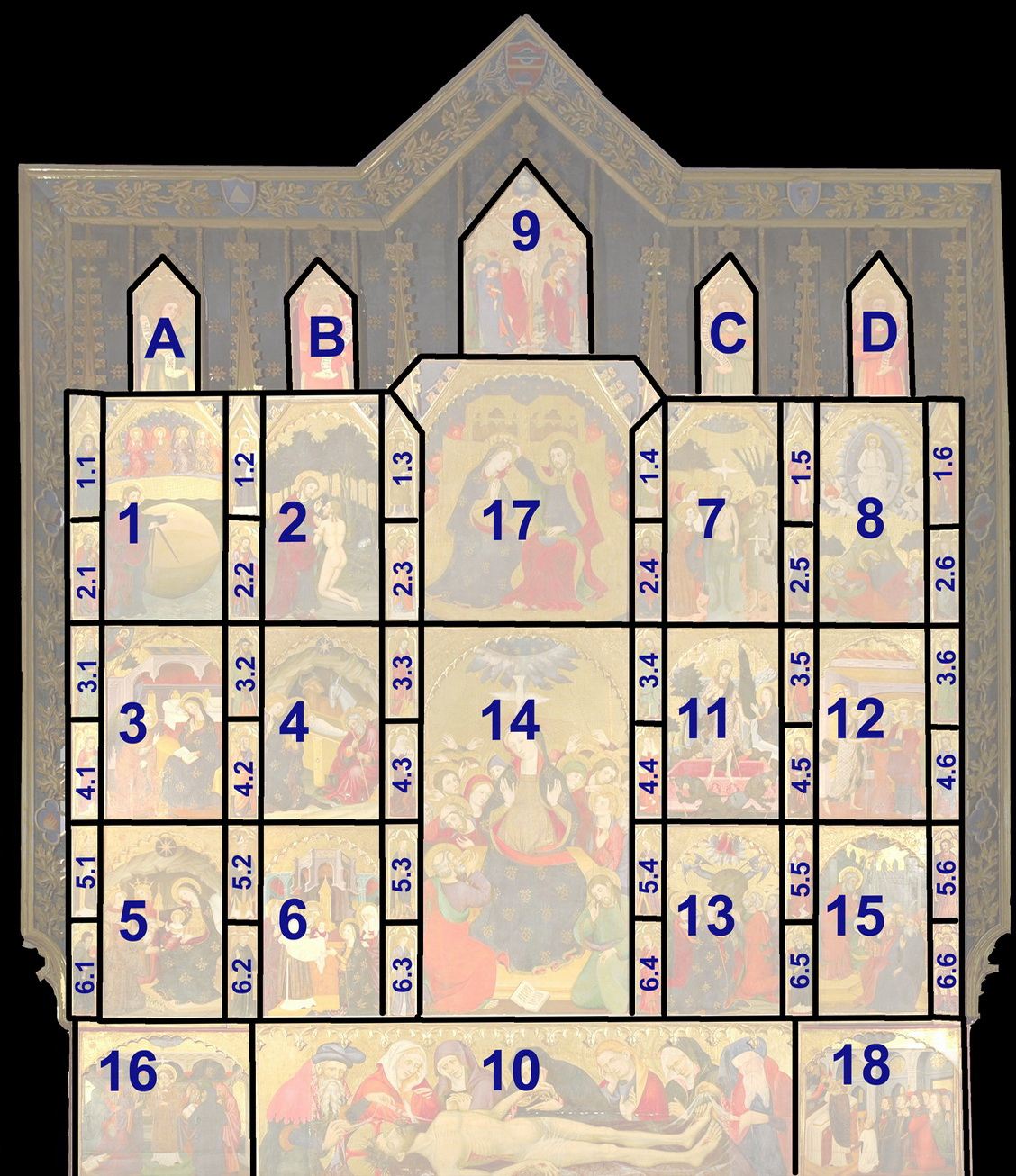
Esquema del retablo según el orden de lectura iconográfica.

En total consta de veintidós dos tablas con escenas del Antiguo Testamento, de la vida de Jesús y los Hechos de los Apóstoles. Están ordenadas en cinco calles más predela. Como es habitual en otros retablos del gótico catalán, las tablas de la calle central son más grandes, contienen el tema principal y están encabezadas por un Calvario o Crucifixión como coronamiento central. Las cuatro calles laterales contienen tres pisos de tablas con escenas bíblicas coronados, en el ático al mismo nivel de la escena de la Crucifixión, por una figura de ángel en cada calle. Las entrecalles o montantes, que estructuran el retablo y separan las calles entre sí, están decoradas con un total de treinta y seis pequeñas imágenes de santos y están rematados en su cima por unos pináculos de clara estética gótica en talla de madera dorada.
En la parte baja del cuerpo principal del retablo está la predela formada por una gran tabla central, obra de Lluís Borrassà, y dos escenas de santos a cada lado que corresponden a la obra original de Pere Serra.
Todo el retablo se encuentra rodeado de un guardapolvo con tallas fitomóficas doradas sobre un fondo azul y siete escudos heráldicos distribuidos dos en cada lado y tres en la banda superior.

### Tablas centrales

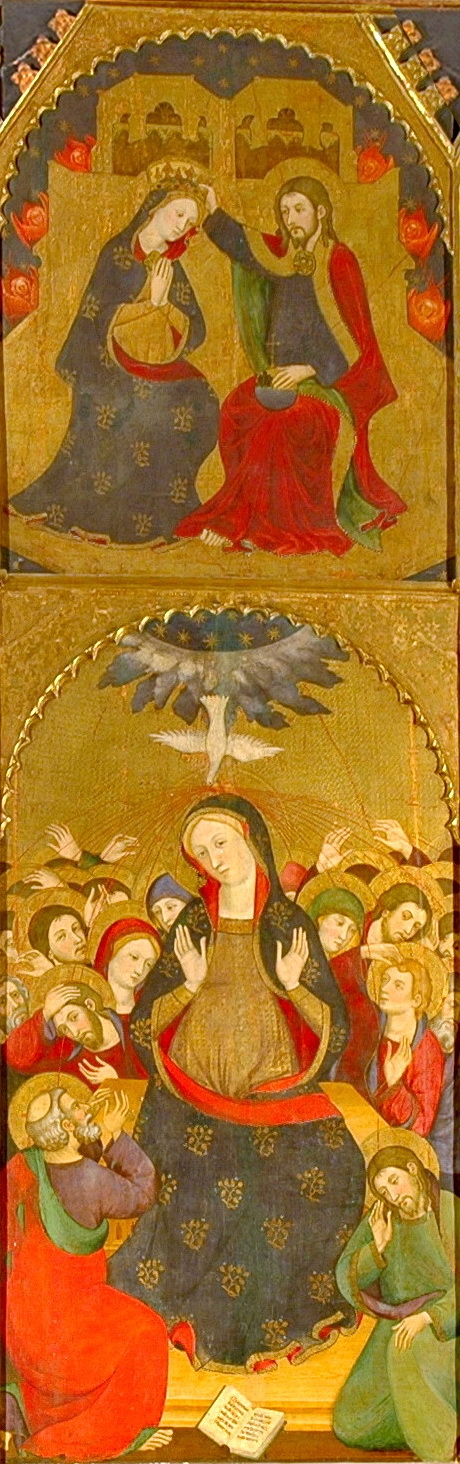
La Coronación de la Virgen y el Pentecostés, escenas centrales del retablo.

En la calle central se ubican las dos más grandes de todo el retablo. Corresponden a la escena del Pentecostés, que cronológicamente está situada detrás de la Ascensión de Jesús, y la Coronación de María se ubicaría detrás del Discurso de San Esteban. Así como remate de esta parte central y a la vez del retablo se encuentra la tabla de la Crucifixión de Jesús.

#### Pentecostés
(Ver n.º 14 del esquema) El Pentecostés describe la fiesta del quincuagésimo día después de la Pascua, del Domingo de Resurrección. Durante Pentecostés o Pascua Granada, se celebra el descenso del Espíritu Santo sobre los apóstoles, tal como se describe en los Hechos de los Apóstoles:

Y se les aparecieron lenguas repartidas, como de fuego, asentándose sobre cada uno de ellos. Y fueron todos llenos del Espíritu Santo, y comenzaron a hablar en otras lenguas, según el Espíritu les daba que hablasen.(Hch 2:3-4)

Por eso también se conoce como la celebración del Espíritu Santo. Este evento supuso, de hecho, el inicio de la actividad de la Iglesia de Cristo. El autor recogió toda la solemnidad del momento en la composición que gira en torno a la Virgen. Ella y todos los apóstoles que la rodean reciben la bendición de la paloma que representa el Espíritu Santo. La paloma sale de un cielo estrellado que se rasga para dejar paso a la figura sagrada. De ella emanan unos rayos que caen sobre todos los reunidos, que manifiestan su sorpresa en sus rostros y, especialmente, en sus manos crispadas. Las figuras, casi de tamaño natural, presentan una extrema sensibilidad.
El desconcierto entre los apóstoles por el cambio que acaban de experimentar les hace comentar:

Y estaban atónitos y maravillados, diciendo: Mirad, ¿no son galileos todos estos que hablan? ¿Cómo, pues, les oímos nosotros hablar cada uno en nuestra lengua en la que hemos nacido?-(Hch 2:7-8)

San Pedro, comprendiendo el destino que les había designado el Mesías, inició sus enseñanzas sobre cómo difundir la Palabra de Dios, en una escena conocida como el Discurso de Pedro que se encuentra en la última tabla, en el extremo inferior derecho del cuerpo del retablo.

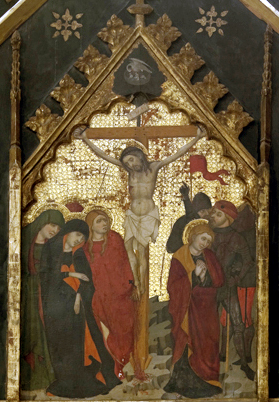
Crucifixión de Jesús en el ático del retablo.

#### Coronación de María
(Ver n.º 17 del esquema) Sobre la tabla del Pentecostés, está la escena de la Coronación de la Virgen. María y su hijo están sentados en unos tronos dorados y solemnes. Rodeándolos, un grupo de seis ángeles de color rojo —el color de la realeza— crean un cálido horizonte. Jesús está colocando una corona sobre la cabeza de su madre con la mano derecha. Con su mano izquierda sostiene el globo terráqueo una alusión de su poder divino sobre el terrenal. La sobriedad e intensidad del conjunto tiene un carácter eminentemente bizantino con las dos figuras solemnes y hieráticas en medio de un espacio dorado y regio.

#### La Crucifixión
(Ver n.º 9 del esquema) La Crucifixión de Jesús se encuentra, como en la mayoría de retablos medievales, en la cima de la calle central. La escena tiene los personajes habituales, todos ellos de pie. A la izquierda, María de Cleofás y María Magdalena están sosteniendo la Virgen, con una fiel reproducción del retablo de la Almudaina de Palma, de Ramón Destorrents, y guarda un gran parecido con el Calvario atribuido al Maestro de Sigena que se conserva en Museo Episcopal de Vich. Encima de la Cruz, hay un nido de pelícano que alimenta a sus crías con su propia sangre. La figura de un pelícano está relacionada a través de la iconografía con el sacrificio de Jesús, ya que se arranca la carne de su pecho para dar de comer a sus hijos.

### Tablas laterales
Las imágenes con escenas bíblicas están ordenadas cronológicamente de arriba abajo, empezando por las dos calles de la izquierda.

#### La creación
(Ver n.º 1 del esquema) La primera escena, ubicada en la parte alta de la calle izquierda, representa La Creación, donde Dios Padre es el arquitecto que está dibujando el globo terráqueo con un gran compás de puntas. Es la primera vez que se le representa como un diseñador, como un técnico. La figura es la de un hombre joven con una túnica azul y un manto rojo forrado en verde, y plegado con un naturalismo que difiere del estilo italo-gótico heredado por el autor de Ramon Destorrents. El globo, de un color amarillo degradado, resalta sobre un fondo donde se ve el mar en un azul también degradado pero en sentido contrario, reforzando el contraste, en lo que quiere ser el momento, de la separación de las aguas descrito en Génesis 1:9:«Júntense las aguas que están debajo de los cielos en un lugar, y descúbrase lo seco. Y fue así». En la parte alta de la escena, sentados en la bóveda que Dios llamó Cielos: "Y llamó Dios a la expansión Cielos. Y fue la tarde y la mañana el día segundo." Génesis 1:8, hay seis ángeles que, unos en actitud orante y otros expectantes, observan el evento.

#### La creación del hombre
(Ver n.º 2 del esquema) A su derecha, la escena de la Creación del hombre descrita en el Génesis 1:25-26, presenta al personaje de Adán arrodillado hablando con Dios Padre que lo agarra por el brazo, está de espaldas mostrando un desnudo poco usual en la época, con unas proporciones anatómicas poco exitosas, si bien destaca la expresividad del rostro. De fondo, un paisaje con un bosque que representa el Paraíso, lleno de naturaleza, con plantas, reptiles, pájaros y una pareja de conejos, pintado en un estilo más naturalista.
La imagen de Adán evoca el pecado original que cometió junto con a Eva y que conllevaría la venida de Jesús para salvar a la humanidad, lo cual da pie al artista a iniciar el siguiente bloque de tablas.

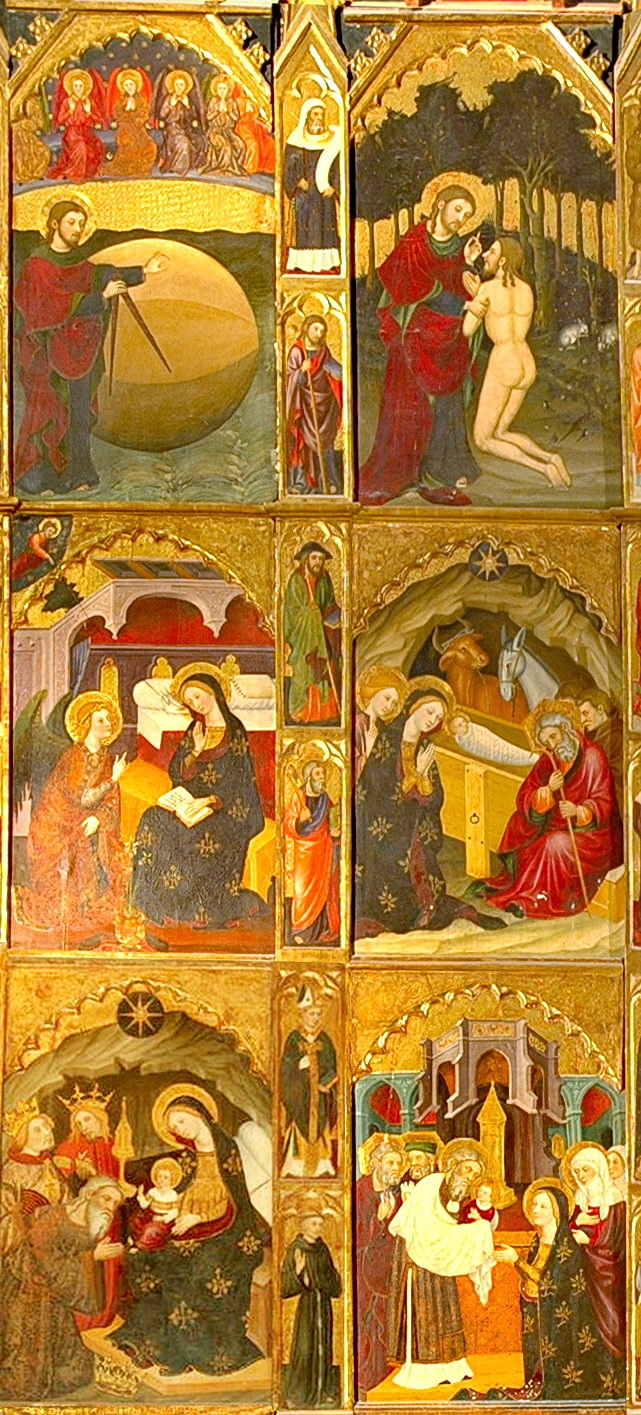
Calles del lado izquierdo.

#### La Anunciación
(Ver n.º 3 del esquema) En el piso inferior, la tercera imagen es La Anunciación, plasmada siguiendo las pautas italogòticas, con la Virgen sentada sobre un arca a los pies de la cama y con un libro en las manos mientras recibe el mensaje del arcángel Gabriel. El pasaje se menciona por primera vez en el evangelio de San Lucas Lc 1:26-38. La escena está enmarcada bajo unas estructuras arquitectónicas que forman un porche sin columnas con ventanas lobuladas en la pared del fondo. Los elementos textiles, tanto las ropas de los personajes como la colcha y el paño que hay sobre el arca, forman una magnífica armonía de colores. El manto de la Virgen, de color azul, bordado con estrellas doradas, es el mismo que el autor mantiene en todas las escenas donde aparece el personaje. En primer término, ante la Virgen, hay un jarrón con lirios blancos, símbolo de la virginidad de María. En la parte superior izquierda, fuera del encuadre de la composición, se ve la figura del Dios Padre que los observa y envía su mensaje.

#### La Natividad
(Ver n.º 4 del esquema)La tabla de al lado, la cuarta imagen, representa La Natividad de Jesús narrada en el evangelio según Lucas (Lc 2:1-7) donde explica cómo María y José se habían desplazado a Belén cuando María se puso de parto. El autor presenta la Virgen arrodillada adorando al niño, una forma que se empezó a aplicar a finales del siglo XIV, ya que anteriormente la Virgen era representada acostada en una cama. La mujer que aparece detrás de María representa una de las dos comadronas, Zelemi o Salomé, unos personajes descritos en la leyenda que se narra en los evangelios apócrifos, concretamente en el protoevangelio de Santiago. Al lado derecho de la imagen, está San José con un nimbo poligonal, detalle que expresa que se trata de un personaje de la antigua alianza del pueblo judío con Dios, anterior de la llegada del Mesías. Va vestido con un rico manto rojo que contrasta con el color de las maderas. Tras él se ven dos pastores, una representación condensada de la escena del adoración de los pastores que se recoge en Lucas (Lc 2:15-18). El Niño Jesús, envuelto en unos pañales y acostado en un pesebre, ocupa el centro de la tabla. Tras él, un buey y un asno, simbolizando el judaísmo (buey) y el paganismo (asno), según la interpretación del texto de Isaías donde dice que «El buey conoce a su dueño, y el asno el pesebre de su señor; Israel no entiende, mi pueblo no tiene conocimiento.» (Is 1:3) Los animales, que Serra capta con poco realismo, ocupan el espacio vacío que hay entre los personajes principales y el techo de la cueva donde está la estrella que guiaría a los Reyes Magos.
En el piso inferior del lado izquierdo hay dos tablas con escenas de la infancia de Jesús, la Adoración de los Reyes Magos y la Presentación de Jesús en el templo, es decir, el reconocimiento de Jesús por parte de los sabios y poderosos, y la vinculación religiosa del recién nacido.

#### La Adoración de los Reyes Magos
(Ver n.º 5 del esquema) El pasaje de la Adoración de los Reyes Magos se desarrolla a partir del segundo capítulo del Evangelio de Mateo (Mt 2:1-22) y formaliza el reconocimiento de Jesús, como rey de la tierra, desde su infancia. Los reyes magos representan las tres edades del hombre , no las diferentes razas, ya que la iconografía representando la pluralidad étnica comenzó a partir del siglo XV. El personaje de primer plano es un hombre viejo con barba blanca que representa la ancianidad y que se muestra en actitud de adoración, sin su corona, que se ha sacado y ha depositado en el suelo. Tras él, un joven casi imberbe representa la juventud, y el que se encuentra al fondo, la madurez. La escena tiene lugar dentro de la misma cueva que en la escena de la Natividad con la estrella que había guiado a los reyes ubicada en lo alto de la entrada. La Virgen está sentada sobre un arca a los pies de una cama, casi como los de la Anunciación, mientras observa con un rostro de humildad al Niño Jesús que está sobre su regazo, ocupando el centro de la pintura y bendiciendo al rey arrodillado en primer término.

#### La Presentación en el Templo
(Ver n.º 6 del esquema) La tabla con la Presentación de Jesús en el Templo presenta una complejidad compositiva que el autor resolvió combinando el verde, rojo, gris y ocre en los elementos arquitectónicos que aporta el dinamismo que la escena requería. El pasaje está descrito en el Evangelio de Lucas (Lc 2:22-35) donde narra como Simeón, un hombre mayor que tenía el don del Espíritu Santo que le había transmitido que no moriría hasta que conociera el Mesías, sostiene el Niño en brazos mientras pronuncia el Nunc dimittis, una profecía sobre su destino y el sufrimiento de María, «una espada te traspasará el alma» le dice, un símbolo que aparece recogido en la iconografía mariana que describe los Siete Dolores de María. De nuevo, el Niño Jesús ocupa el punto central de la composición mientras es sostenido por Simeón, quien se cubre las manos con las mangas en señal de veneración. La Virgen arrodillada y San José ofreciendo dos palomas en las manos, tal como marcaba la tradición, completan el grupo central. Los dos personajes que los acompañan han sido identificados como los padres de María, san Joaquín y santa Ana , si bien no aparecen descritos en versículo de Lucas. Quien sí aparece descrita es la mujer que Serra pintó en el extremo derecho de la escena y que representa la profetisa Ana quien, al oír las palabras de Simeón, confirmó que se trataba del profeta que salvaría al pueblo de Israel.

#### Bautismo de Jesús

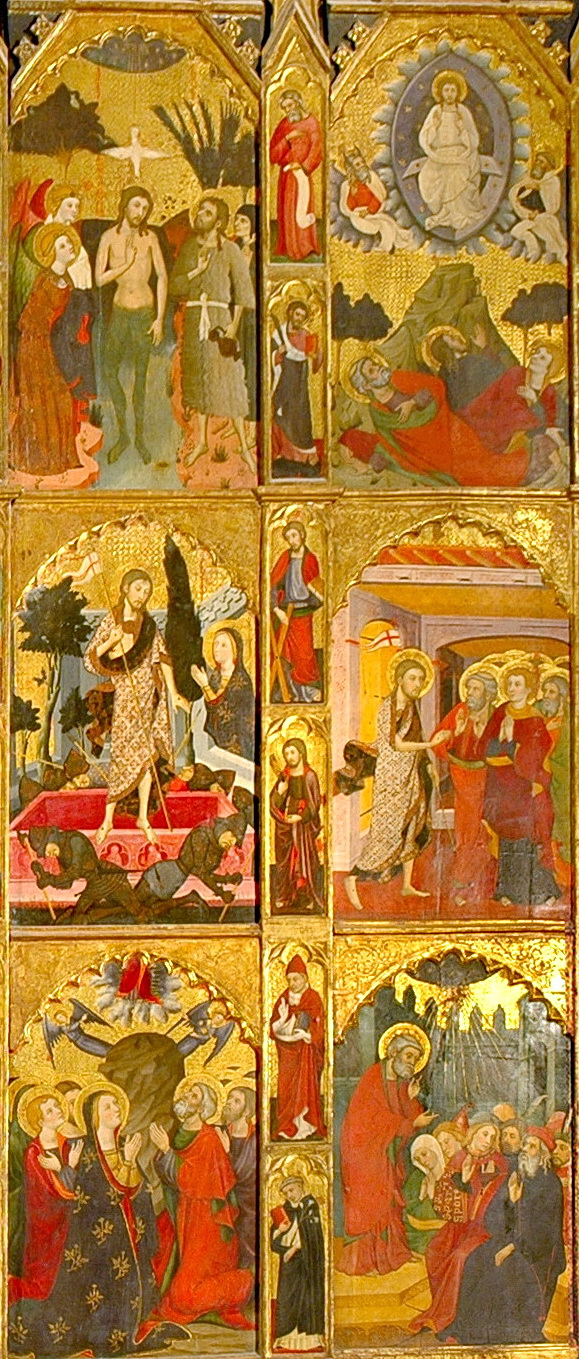
Calles del lado derecho.

(Ver n.º 7 del esquema )En las calles del lado derecho se ubican las escenas de Cristo adulto. Empezando por la parte alta, la primera es de un gran simbolismo, porque representa la incorporación formal a la iglesia mediante el Bautismo de Jesús a manos de san Juan Bautista en el río Jordán. El pasaje bíblico se encuentra narrado por los cuatro evangelistas, en el Evangelio de Marcos describe: «Aconteció en aquellos días, que Jesús vino de Nazaret de Galilea, y fue bautizado por Juan en el Jordán. Y luego, cuando subía del agua, vio abrirse los cielos, y al Espíritu como paloma que descendía sobre él. Y vino una voz de los cielos que decía: Tú eres mi Hijo amado; en ti tengo complacencia». (Mc 1:9-11) Juan Bautista describe el evento en primera persona: «Vi al Espíritu que descendía del cielo como paloma, y permaneció sobre él. Y yo no le conocía; pero el que me envió a bautizar con agua, aquél me dijo: Sobre quien veas descender el Espíritu y que permanece sobre él, ése es el que bautiza con el Espíritu Santo». (Jn 1:32-33) El autor refleja, en el demacrado rostro del Bautista, su sorpresa con una expresión entre arrebatada y contenida. Detrás hay otro personaje, que también muestra su admiración por el evento que se desarrolla en el centro de la composición. Jesús está desnudo y sumergido en el río hasta la cintura. Su figura se transparenta en el verde del agua que muestra unos tonos degradados muy bien realizados. Sobre su cabeza, la paloma que simboliza el Espíritu Santo desciende desde el firmamento estrellado que se representa en lo alto de la tabla, por encima del cielo que, como otras obras góticas, es dorado. A la izquierda de la escena, dos ángeles con las alas verdes y rojas sostienen las ropas del Mesías.

#### La Transfiguración
(Ver n.º 8 del esquema) La octava escena representa la Transfiguración de Jesús en el monte Tabor, un episodio de la vida del Cristo en que éste habría experimentado un cambio de apariencia corpórea durante su vida terrenal, una metamorfosis que revelaría su naturaleza divina. El pintor Serra desarrolla la escena a partir de una fórmula bizantina. Jesús, vestido de blanco, adopta la actitud de un Pantocrátor sentado en una mandorla de color azul con estrellas doradas. Junto a Jesús, entre nubes en la base de la mandorla, aparecen dos grandes figuras bíblicas: «Y he aquí les aparecieron Moisés y Elías, hablando con él».(Mt 17:3) Moisés lleva cuernos, tal como se le representó hasta el Renacimiento debido a un error de traducción del versículo Éxodo 34-29 de la Biblia Vulgata; Elías lleva hábito carmelita ya que esta orden le considera su fundador espiritual. Moisés representaría la ley y Elías el conjunto de los profetas. El mismo esquema, de tradición antigua, se aplicará a la disposición sobre las rocas de los tres discípulos, Pedro, Santiago y Juan. En cuanto a las tonalidades de colores, el autor forma dos ambientes al situar los tonos cálidos en la parte baja de la imagen, la terrenal, y los azules y más suaves en la parte celestial.
El artista incluye un hacha o una azuela clavada en el monte Tabor que se puede relacionar con la «Leyenda del árbol de la Cruz», descrita por Santiago de la Vorágine en la Leyenda áurea. Esta leyenda relaciona el árbol del conocimiento del bien y del mal de donde salió la manzana del pecado de Adán y Eva, con el nacimiento de otros tres árboles: un cedro, relacionado con Dios Padre, un ciprés, relacionado con Cristo y una palmera que representa el Espíritu Santo. Muchos años después, el rey David ordenó a sus artesanos cortar toda la madera del monte Tabor para hacer el templo de Jerusalén, estos encontraron el árbol que se había formado con la unión de los tres y también lo cortaron y fue conservado en el palacio de David y más tarde de Salomón. De ahí pasó a la piscina de Siloé, por lo que sus aguas eran milagrosas y finalmente fue extraído y usado para construir la Cruz donde murió Jesús. La iconografía nos relaciona de nuevo el pecado original con la muerte de Jesús mediante la intermediación del Espíritu Santo.

#### La Resurrección
(Ver n.º 11 del esquema) La siguiente escena continúa la narración en las calles de la derecha. Se trata de la Resurrección de Jesús, una escena donde se produce un cambio de registro pasando del dolor de la crucifixión a la visión triunfante de Cristo en la resurrección . La figura central es Jesús que lleva el símbolo de la Santa Cruz y de la Resurrección. Acaba de salir de la tumba de pórfido rojo después de que fuera abierta por el ángel enviado por Dios. En la parte inferior de la escena se ven los dos soldados que habían sido colocados por Pilatos para proteger el sepulcro y evitar que el cuerpo fuera robado.(Mt 27:66) Los soldados están caídos en el suelo como desmayados. El artista ha querido recoger la presencia de María quien, según una tradición medieval, pudo ver desde la ventana de su casa, Prima vidit (la primera en verlo) según la describe san Ambrosio.

#### Aparición de Jesús en el cenáculo
(Ver n.º 12 del esquema) Al lado de la tabla de la Resurrección, y muy relacionada con la resurrección, está la escena del Aparición de Jesús en el cenáculo delante de sus discípulos. Como continuidad de la escena anterior, Jesús muestra las mismas ropas y los mismos atributos. Aunque hay varios apóstoles en la escena, sólo se pueden ver las imágenes de San Pedro, San Pablo y otro no identificado. El resto, detrás, se intuyen por sus nimbos.

#### La Ascensión de Jesús
(Ver n.º 13 del esquema) Las dos últimas tablas del lado derecho se caracterizan por tener muchos personajes, un formato donde menos lucimiento denota el autor. La tabla de la izquierda describe la Ascensión de Jesús, quizás el pasaje más glorioso de la vida de Jesús donde, según la Biblia, recibió la glorificación después de su muerte de manos de Dios Padre.  El hecho es recogido por todos los Evangelios y los Hechos de los Apóstoles. Serra presenta una composición clásica con poca simbología, con la Virgen y san Pedro en primer plano, al frente de la comunidad cristiana. La imagen de Jesús no es visible, sólo se intuía la figura acompañado por dos ángeles, observando sus pies en lo alto de la escena. El artista nos transmite el relevo que se debe producir entre la figura de Jesús, que desaparece de la tierra, y sus discípulos que deben continuar con la difusión de su fe.

#### El discurso de Pedro
(Ver n.º 15 del esquema) La tabla derecha del piso más bajo, presenta el discurso de Pedro, un episodio descrito en los Hechos de los Apóstoles Hch 2:14-42 en el que se explica cómo los discípulos de Jesús, que debían apostolar, se encontraron confundidos por hablar las lenguas de los que los rodeaban. San Pedro se levantó y dio un discurso explicando la misión que tendrían. El artista presenta a Pedro encima de una tarima tallada denotando la autoridad de ser el primero de los apóstoles. El cielo está abierto y el Espíritu Santo entra en forma de rayos, no de paloma. Para mostrar la diversidad de orígenes de los asistentes a la escena, éstos llevan diferentes tipos de vestidos y de sombreros, sus rostros se muestran admirados y convencidos de que las palabras de Pedro están inspiradas por el cielo.

### Tablas de ángeles
En el ático del retablo, en la cima de las cuatro calles laterales, están representados cuatro ángeles con filacterias alusivos a las escenas que hay inmediatamente debajo de cada uno de ellos. Llevan trajes de colores brillantes en tonos verdes y rojos, y brocados en el cuello y el pecho. Son personajes femeninos con largas cabelleras rubias y rasgos faciales delicados. De izquierda a derecha están (A B C D del esquema):
- Spiritus Dei ferbatur («...el Espíritu de Dios se movía sobre la faz de las aguas.»)    Génesis 1:2, en referencia a las imágenes de la Creación que está justo debajo.
- Formavit Adam (...Jehová Dios formó al hombre del polvo de la tierra, y sopló en su nariz aliento de vida, y fue el hombre un ser viviente.) Génesis 2:7, sobre la escena del mismo tema.
- Paterna vox audita (...vino una voz de los cielos que decía: Tú eres mi Hijo amado; en ti tengo complacencia.) Mc 1:11, reforzando el momento del bautismo en que desciende el Espíritu Santo sobre Jesús.
- Resplendiut facies (...resplandeció su rostro como el sol, y sus vestidos se hicieron blancos como la luz.) Mt 17:2, de la escena de la Transfiguración.

### Tablas de santos
Para decorar los montantes entre calles hay 36 pequeñas imágenes de santos y profetas, muchos no identificados, ya que sus atributos no son determinantes y las filacterias que llevan han perdido los textos que podrían ayudar a su identificación. Las imágenes por columnas corresponden a:
|   | 1                | 2                     | 3                                  | 4                          | 5                 | 6         |
| - | ---------------- | --------------------- | ---------------------------------- | -------------------------- | ----------------- | --------- |
| 1 | Noé              | Abraham               | Juan Bautista                      | Profeta ?                  | José de Nazaret   | ?         |
| 2 | San Pedro        | Santiago el Menor     | San Mateo                          | San Pablo                  | San Bartolomé     | ?         |
| 3 | Apóstol          | Santiago el Mayor     | San Lucas                          | San Marcos                 | San Andrés        | Apóstol   |
| 4 | Apóstol          | Judas Tadeo           | Santa Ana enseñando a leer a María | ?                          | Apóstol           | Apóstol   |
| 5 | Obispo           | Obispo                | Santa Isabel de Hungría            | Santa Eulalia de Barcelona | Obispo            | Apóstol   |
| 6 | San Antonio Abad | San Francisco de Asís | Santa Bárbara                      | ?                          | Domingo de Guzmán | San Jorge |

### Predela

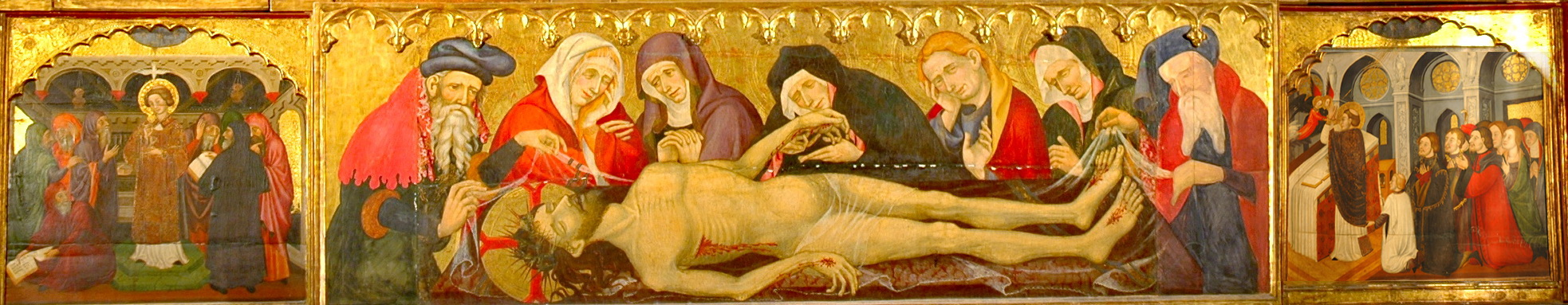
Predela con las tablas laterales orgiinales y la central de Lluís Borrassà.

La predela original se perdió en algún momento indeterminado anterior a 1870, fecha de la restauración en la que se añaden unas tablas obra de Antoni Marquès de 1506. La estructura actual conserva dos escenas originales en los extremos y una gran pieza central que es obra de Lluís Borrassà y ocupa el espacio de las piezas perdidas, de las que se desconoce la temática.

#### Discurso de San Esteban
(Ver n.º 16 en plano) La tabla izquierda representa el Discurso de San Esteban, descrito en los Hechos de los Apóstoles Ac 7, y que muestra el santo mártir ante gente de lengua griega, que acabarían por incorporarse a la comunidad cristiana entrando enseguida en polémica con los maestros judíos de lengua hebrea. La escena se enmarca dentro de una sinagoga con arquerías, artesonados y lámparas que evocan un ambiente oriental. Las combinaciones cromáticas de las ropas de los personajes son las más interesantes del retablo.
El autor utiliza este episodio bíblico para representar un momento en que en Cataluña había una fuerte tensión entre los cristianos y la comunidad judía, a la que se acabaría expulsando definitivamente a finales del siglo XV. La superioridad del discurso cristiano ante los judíos se representa mediante la paloma que guía las palabras de Esteban, la tarima que le hace estar por encima del grupo y su cara plácida y de seguridad mientras los judíos manifiestan su violenta reacción en contra de sus palabras y arrancan hojas de los libros.

#### Lamento sobre Cristo muerto

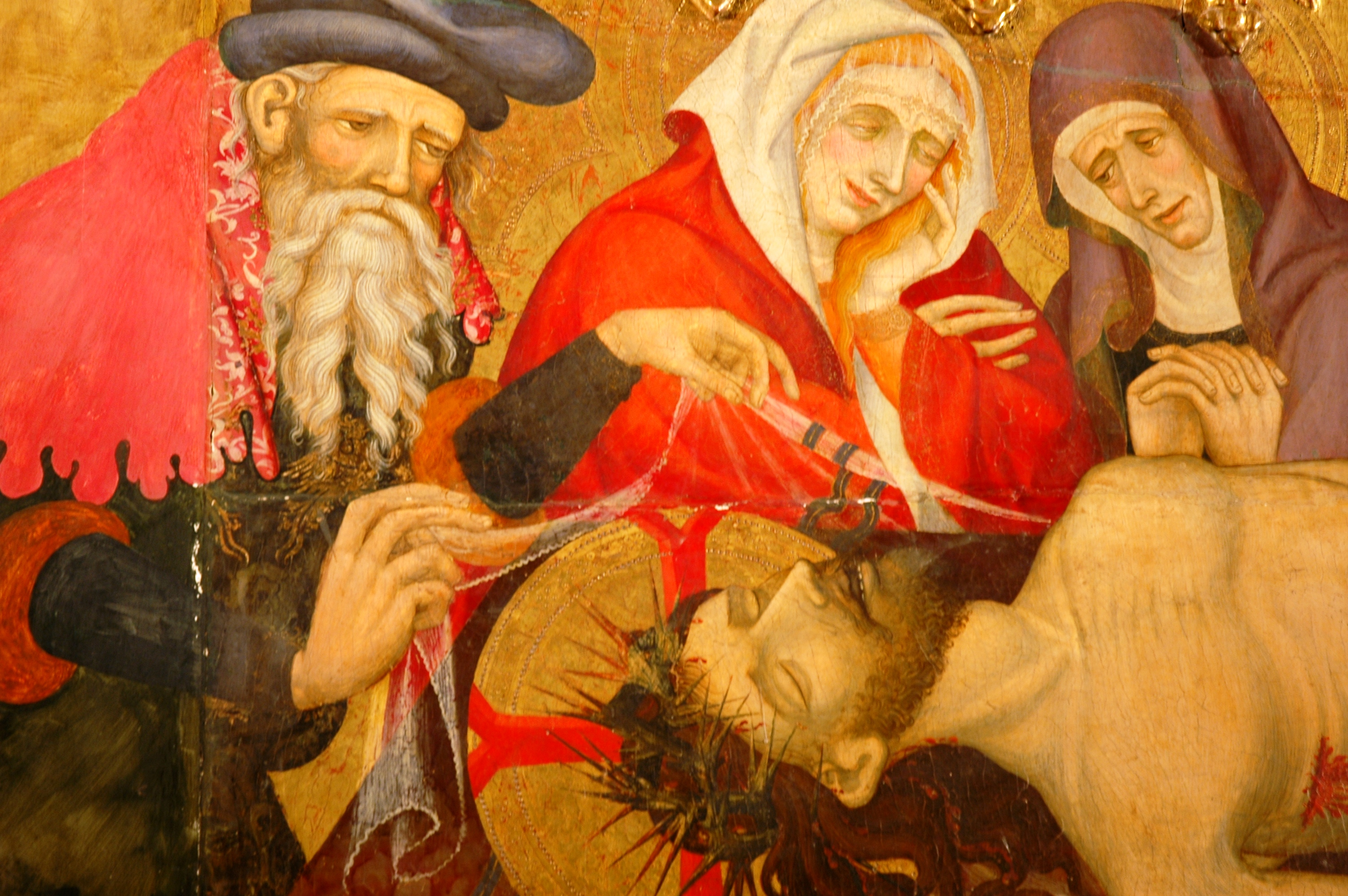
Detalle de la tabla central del Lamento sobre Cristo muerto.

(Ver n.º 10 del esquema) La pieza central con el Lamento sobre Cristo muerto fue pintada por Lluís Borrassà en 1411 para un retablo dedicado a San Antonio Abad , una obra encargada el 24 de enero de 1408 al carpintero Pere de Puig respecto a la estructura y del que sólo se conserva esta pieza. El estilo de este artista hay que ubicarlo dentro del gótico internacional, diferente al italo-gótico de Pere Serra, y que pone más énfasis en el dramatismo de las escenas, a través de la representación de los sentimientos y los contrastes de color. Es una obra del periodo de madurez de Borrassà que muestra unos personajes con gran tensión anímica, manos crispadas y rostros cargados de emoción.
En esta obra de Borrassà se han inspirado algunos artistas, como Jaume Huguet con su Lamento sobre Cristo muerto, una predela para el retablo de Vallmoll, actualmente en el museo del Louvre. Pero también se ha utilizado para versionar representaciones de la Dormición de María como el escultor Lluis Bonifaç con su Muerte de la Virgen para el oratorio del castillo de Valls, hoy desaparecida. También el pintor Antoni Viladomat, contemporáneo de Bonifaç, se inspiró para su Dormición de la Virgen de 1730-1745, que estuvo en la capilla del Rosario de la iglesia de Belén de Barcelona y que se encuentra en la biblioteca del Centro Borja de San Cugat del Vallés.
|                                               |
| Lamento sobre Cristo muerto, de Jaume Huguet. |

|                                                         |
| Dormición de María de Lluís Bonifàç. Obra desaparecida. |

|                                     |
| Dormición de la Virgen de Viladomat |

#### Misa de San Martín

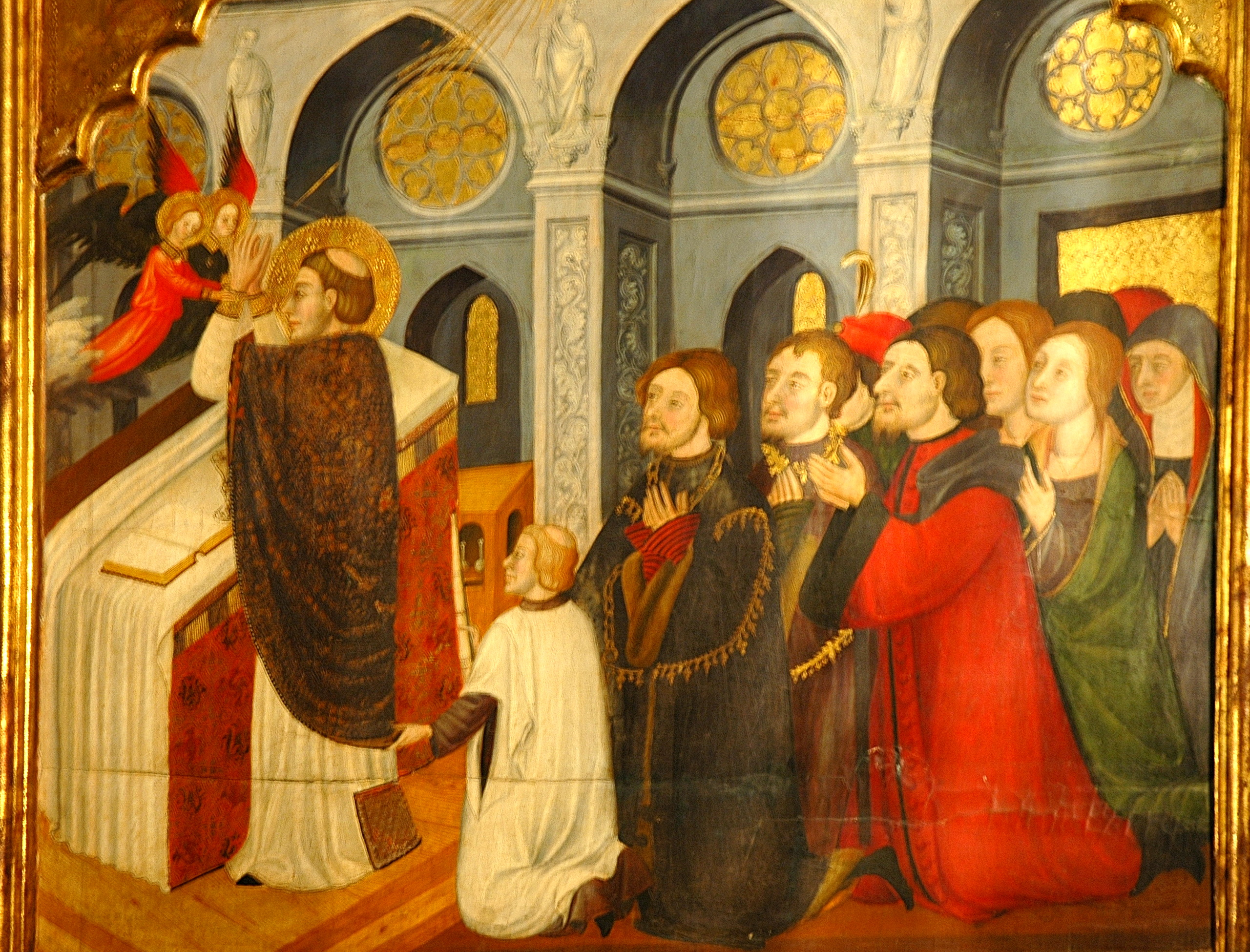
Misa de San Martín. Tabla donde se encuentra retratada la familia del autor.

(Ver n.º 18 del esquema) En la tabla de la derecha se representa la Misa de San Martín, una leyenda narrada por Santiago de la Vorágine en la Leyenda áurea. San Martín es conocido por la hagiografía, como un santo caritativo que dio su capa a un pobre antes de celebrar la misa. La túnica que pudo obtener para hacer misa era una especie de casaca de muy mala calidad y muy corta; le quedaba tan escasa que ni las mangas le llegaban a los codos ni la parte inferior de la falda abarcaba a cubrirle las rodillas. San Martín no dejó de celebrar la misa por ello, y mientras estaba ofreciendo el santo sacrificio, se pudo ver un globo de fuego flotando sobre la cabeza del santo obispo, y al levantar sus manos hacia Dios, las cortas mangas de la túnica mostraron sus brazos enteramente desnudos, pero al instante unos ángeles acudieron en defensa del pudor del santo y cubrieron sus brazos desnudos con brazaletes de oro esmaltados de piedras preciosas.
La escena es bastante especial para que los feligreses que asisten a la misa son en realidad los hermanos Serra: Jaime, Juan y Pedro, acompañados de sus hermanas, que el autor ha retratado. La calidad de las imágenes y la individualidad de los rasgos faciales de los personajes refuerza esta identificación hecha por Alexandre Soler.